# 劉岩
劉岩(りゅう がん、1982年 - )は、中国の女性古典舞踏家。内モンゴル自治区生まれ。父はフフホト市で裁判官、母は同地の医者で芸術とは無縁な家庭に生まれたが、9歳の時にテレビで見た踊りに魅了されたのをきっかけに舞踏家を志すようになった。その後は北京舞蹈学院に入学し、中国の著名な舞踏家である王亜彬の下で古典舞踊を学んだ。2008年には北京オリンピックの開会式に呼ばれ、舞を披露する予定だった。しかし開会式のリハーサルに向けて練習を行っていた7月27日、3メートルの高さの可動式のステージから不慮の事故により落下し、意識不明となった。6時間の手術も及ばず、頚椎の骨折や骨盤の粉砕骨折により下半身に麻痺が残った。